# Ратуша (Йоэнсуу)
Ратуша Йоэнсуу (фин. Joensuun kaupungintalo) — самое значительное архитектурное сооружение города Йоэнсуу. Ратуша в близком к модерну стиле национального романтизма была построена по проекту Элиэля Сааринена (фин. Gottlieb Eliel Saarinen) в 1914 году. В ее архитектурном облике уже заметны черты нового архитектурного стиля «ар-деко». Здание находится под охраной государства в статусе архитектурного памятника общенационального значения. Фасад городской ратуши украшен статуями, созданными финским скульптором Йоханнесом Хаапасало. 

## Старая ратуша
В 1874 году финский купец А. Ю. Мустонен (фин. Antti Juhana Mustonen) построил большой деревянный дом в центре города, после его смерти в 1877 году проданный наследниками администрации города за сумму в 34 000 марок. Дом Мустонена стали использовать в качестве городской ратуши. В этом здании располагались магистрат, городской суд, зал заседаний, финансовый, таможенный и аукционный залы. Позднее в помещениях дома Мустонена размещалась женская школа, контора Банка Финляндии, почта, городская библиотека и другие организации. 

## Первые проекты новой ратуши
Во второй половине 1890-х годов городской совет принял решение о строительстве нового здания ратуши. Первые проекты и сметы рассматривались в 1894—1897 годы: предполагалось, что новое здание будет выстроено из дерева, однако во время очередного обсуждения управляющий местным отделением Банка Финляндии Эрнст Бромс предложил построить здание из кирпича и камня, чтобы в нем можно было бы отвести отдельное помещение под банковские нужды, и пообещал выделить под эти цели кредит. Расположение нового магистрата стало предметом больших споров. Ратушу предлагалось построить в восточной стороне главной площади города, чтобы здание было хорошо видно со всех сторон, однако городской совет принял решение построить ратушу еще восточнее — в парке Паккахуонепуйсто (фин. Pakkahuonepuisto), ближе к берегу Пиелисйоки.

## Строительство
Конкурс проектов был объявлен только в 1909 году, и его выиграл известный финский архитектор Элиэль Сааринен. В ходе обсуждения проект был доработан, в чертежи вносились изменения, одним из наиболее заметных стало было увеличение высоты башни почти в два раза. Строительство ратуши началось в октябре 1911 года и было завершено через три года.

## Праздник в честь открытия ратуши
В субботу 14 ноября 1914 года состоялся народный праздник в честь открытия ратуши. Празднование длилось до позднего вечера. В воскресенье в честь открытия ратуши 15 ноября в городском театре состоялась премьера спектакля по мотивам произведения Йо́ханнеса Линнанкоски «Самсон и Далила».  

## Пожар 1966 года
В марте 1966 года в мэрии города произошел сильный пожар, в результате которого целостность здания оказалась под угрозой. Пожар начался на главной сцене театра. Огонь успел распространиться на чердак основного зала и в башню. Первыми были эвакуированы архивы ратуши, за ними все театральное оборудование. Пожарные успели потушить огонь до того, как огонь дошел до конторских помещений. Здание было восстановлено; однако вентиляционную систему пришлось конструировать заново. В 1990-е годы здание ратуши было полностью отреставрировано.  

## Здание ратуши сегодня
Сегодня в здании ратуши находится Городской театр Йоэнсуу (фин. Joensuun kaupunginteatteri). На первом этаже, под башней, расположен театральный ресторан (фин. Teatteri ravintola). Офисы городского совета располагаются в северной и восточной части каре, выходящих на улицу Силтакату и берег реки Пиелисйоки. Позади ратуши находится парк.